# Renault D1
Renault D1 – zaprojektowany w 1926 roku francuski czołg lekki wsparcia piechoty, który wszedł do służby w 1931. Znany w literaturze jako Char (z fr. czołg) D1.
Był jednym z pierwszych na świecie czołgów z odlewaną wieżą. Masa czołgu 14 ton, napędzany 4-cylindrowym silnikiem benzynowym, chłodzonym cieczą, który pozwalał na rozwinięcie prędkości ok. 20 km/h. Załogę stanowiło trzech ludzi.

## Geneza i krótka charakterystyka
W ramach francuskiego planu z 1926 stworzenia nowego lekkiego czołgu wsparcia piechoty, przekonstruowano produkowany seryjnie na eksport czołg Renault NC-1 na prototyp czołgu D1. Zasadniczą zmianą było zwiększenie załogi z dwóch do trzech osób, w związku z planowanym wyposażeniem w radiostację, co pociągnęło za sobą poszerzenie kadłuba. Pogrubiono też nieco opancerzenie oraz przewidziano wzmocnienie uzbrojenia do armaty kalibru 47 mm w nowej wieży zamiast armaty kalibru 37 mm. Czołg ten był produkowany w latach od 1931 do 1935, wyprodukowano ogółem 160 sztuk. Do 1936 czołgi były wyposażone w wieże z czołgu Renault FT-17 oznaczoną ST1, gdyż wieża ST2 była opóźniona w rozwoju w stosunku do czołgu. Wieża ST2 (Schneider Tourelle) była uzbrojona w krótkolufową armatę czołgową kalibru 47 mm SA34 ze sprzężonym karabinem maszynowym Reibel 7,5 mm. W przedniej części kadłuba znajdował się jeszcze jeden km Reibel 7,5 mm. Czołg służył w pierwszej połowie lat trzydziestych jako podstawowy czołg armii francuskiej, ale szybko został uznany za konstrukcje przestarzałą i zastąpiony czołgiem Somua S-35. W zamierzeniu był projektowany jako czołg lekki, ale ostatecznie po zamontowaniu wieży przybrał charakter czołgu średniego, niemniej w przedwojennej terminologii francuskiej był uważany za czołg lekki.

## Powstanie konstrukcji
W 1928 firma Renault otrzymał zamówienie na dwa różne prototypy „lekkiego czołgu wsparcia piechoty” opartego na konstrukcji czołgu Renault NC1, będącego modyfikacją najlepszej konstrukcji francuskiej z I wojny światowej, czołgu Renault FT-17. Armia francuska używała oznaczenia Char D, firma Renault używała oznaczenia NC28. Na obydwu prototypach testowano nowe rozwiązania konstrukcyjne, między innymi pierwszy z prototypów (oznaczony NC1 a potem NC2) został wyposażony w wieżyczkę (SRA Char de Bataille) z dwoma sprzężonymi karabinami maszynowymi. Ostatecznie armia wybrała w marcu 1929 drugi prototyp wyposażony w armatę oznaczony jako NC3 (później NC31) i zamówiła serie przedprodukcyjną w wysokości 10 sztuk. Czołgi zostały dostarczone przez Renault bez wieży w cenie 400,000 FF (ok. ówczesnych 140,000 zł) sztuka. Wieże typu ST1 zostały zamówione w firmie Schneider.

## Produkcja i służba
Po przetestowaniu czołgów z serii przedprodukcyjnej i wprowadzeniu potrzebnych zmian w konstrukcji. Armia francuska zamówiła 150 czołgów w cenie 375,000 FF (ok. ówczesnych 131,000 zł) za sztukę bez wieży ST2, które zostały zamówione ponownie w firmie Schneider. Wieża ST2 ważyła 1788 kg. i kosztowała 100,000 FF (ok. ówczesnych 35,000 zł).
W związku że firma Renault otrzymała zamówienie na dalszy rozwój projektu, wyprodukowany czołg został oznaczony jako Char D1, a nowe projekty zostały oznaczone Char D2 i Char D3.
Po wejściu do służby, czołgi służyły w elitarnych batalionach 507, 508 i 510. Szybko został uznane za przestarzałe i nie nadające się do użycia w linii. Dlatego w 1937 zostały wysłane do służby w kolonialnej w Algierii. W związku z atakiem niemieckim na Francję 43 czołgi zostały wysłane z powrotem do Europy, gdzie przybyły bez przeszkód na początku czerwca 1940 w składzie 67 BCC. Na froncie zostały zastosowane jako wsparcie senegalskiej 6 Dywizji Zmotoryzowanej. Podczas walk zostały zdziesiątkowane przez ogień niemieckiej artylerii przeciwpancernej. Z ogólnej liczby 43 czołgów, 25 zostało kompletnie zniszczonych w walce, 18 zostało zdobytych przez Niemców i wcielonych do służby patrolowej pod oznaczeniem Panzerkampfwagen 732 (f).
Wyprodukowano około 160 sztuk tego pojazdu w dwóch wersjach:
- 10 Char D1A – posiadał armatę 37 mm umieszczoną w wieży zapożyczonej od czołgu Renault FT17 oraz dwa km 7,5 mm w wieży i kadłubie, pancerz przedni o grubości 30 mm.
- 150 Char D1B – był uzbrojony w armatę 47 mm SA 34 plus dwa km 7,5 mm, pancerz przedni – 40 mm.